# مقاطعة بشاكرد
 مقاطعة بشاكرد  (بالفارسية: شهرستان بشاگرد) هي إحدى مقاطعات في
محافظة هرمزغان في جنوب إيران. مركز مقاطعة بشاكرد هو مدينة سردشت .

## التقسيمات الادارية لمقاطعة بشاكرد
على أساس التقسيمات الإدارية الحديثة تنقسم مقاطعة بشاكرد إلى 3 بلدات كبيرة كالتالي :
- البلدة المركزية.

وتشمل 5 قرى كبيرة كالتالي:
- - دهستان شهبابك
  - دهستان أهون
  -  دهستان جکدان 
  -  دهستان سردشت 
  - دهستان زنكي يك
  - المدن: مدينة سردشت
- بلدة كافر وبارومان .

وتشمل قريتين كبيرتين كالتالي:
- -  دهستان غافر 
  -  دهستان بارومان
- بلدة كوهران .

وتشمل 3 قرى كبيرة كالتالي:
- -  دهستان درآبسر
  -  دهستان گوهران
  - دهستان باهتك
  - المدن: مدينة گوهران

## وصلات خارجية
- التقسيمات الادارية لمحافظة هرمزغان
- التقسيمات الادارية لمحافظة هرمزغان 2